# مسرح الموسيقي الأكاديمي الحكومي أذربيجاني
مسرح موسيقى لدولة أذربيجان – (بالأذرية - Azərbaycan Dövlət Musiqili Teatrı) – هو مسرح الذي يقع في عاصمة باكو، تأسس عام 1934.
مديره تكريم الفن علي قيسمات لالاييف.

## تاريخه
نشأ النوع الكوميديا الموسيقي الوطني الأذربيجاني في أوائل القرن العشرين.
منشئ هذا النوع كأوبرا هو عزير حجيبكوف.
أسس مبداء لمسرح موسيقى لدولة أذربيجان، بتمثيله كوميديا موسيقي أول «زوج وزوجة» الذي كتبه عام 1909.
لعبت في السنوات التالية الكوميديا الموسيقية لعزير حجيبايوف «أو ولماسين بو اولسون» (عام 1911), «أرشين مال ألان» (1913).
عمل صولتان داداشوف أوبريت «متزوج لكن أعزب» لملحن زولفوقار حاجيبايوف في إدارة التحرير، ووضعه على ألمسرح، عام 1938.
في أغستس، عام 1943, تم تسمية المسرح بأسم ناثر- كاتب مسرحي، كاتب اجتماعي، مؤسس لمجلة «مولا نصر الدين» جليل مامادولوزاده.
تم ترميم مبنى لمسرح موسيقى لدولة أذربيجان في الفترة 2011-2013, على أمر رئيس جمهورية أذربيجان إلهام علييف، المؤرخ 25 نوفمبر، عام 2010.

## فعاليته
لعبت كوميديا موسيقية في مبنى مسرح أكاديمية دولة أذربيجان للأوبرا والباليه حتى عام 1938.
و اسس مسرح كوميديا موسيقي مستقل (مع قسمين الأذرية والروسية) وحصل على صفته بشكل رسمي كمسرح «مسرح موسيقى لدولة أذربيجان» منذ سبتمبر، عام 1938.
وضعت على المسرح كوميديا موسيقية أولى للأذربيجانية السوفياتية «زوج وزوجة», «متزوج لكن أعزب», «لمن هو ألزفاف» (أغاسي مشادي بايووف), «زهرة ذهب» (سولتان حجيباييوف), وفي القسم الروسي للمسرح، «أزرق مزوركة»(ليقار), «أرشين مال ألان» عزير حجيبكوف، «ملكة السيرك» (كالمان).
وضعت وتوضع على المسرح العروض الأذرية والأجنابية:
«زوج وزوجة» (عام 1909, عزير حجيبكوف)

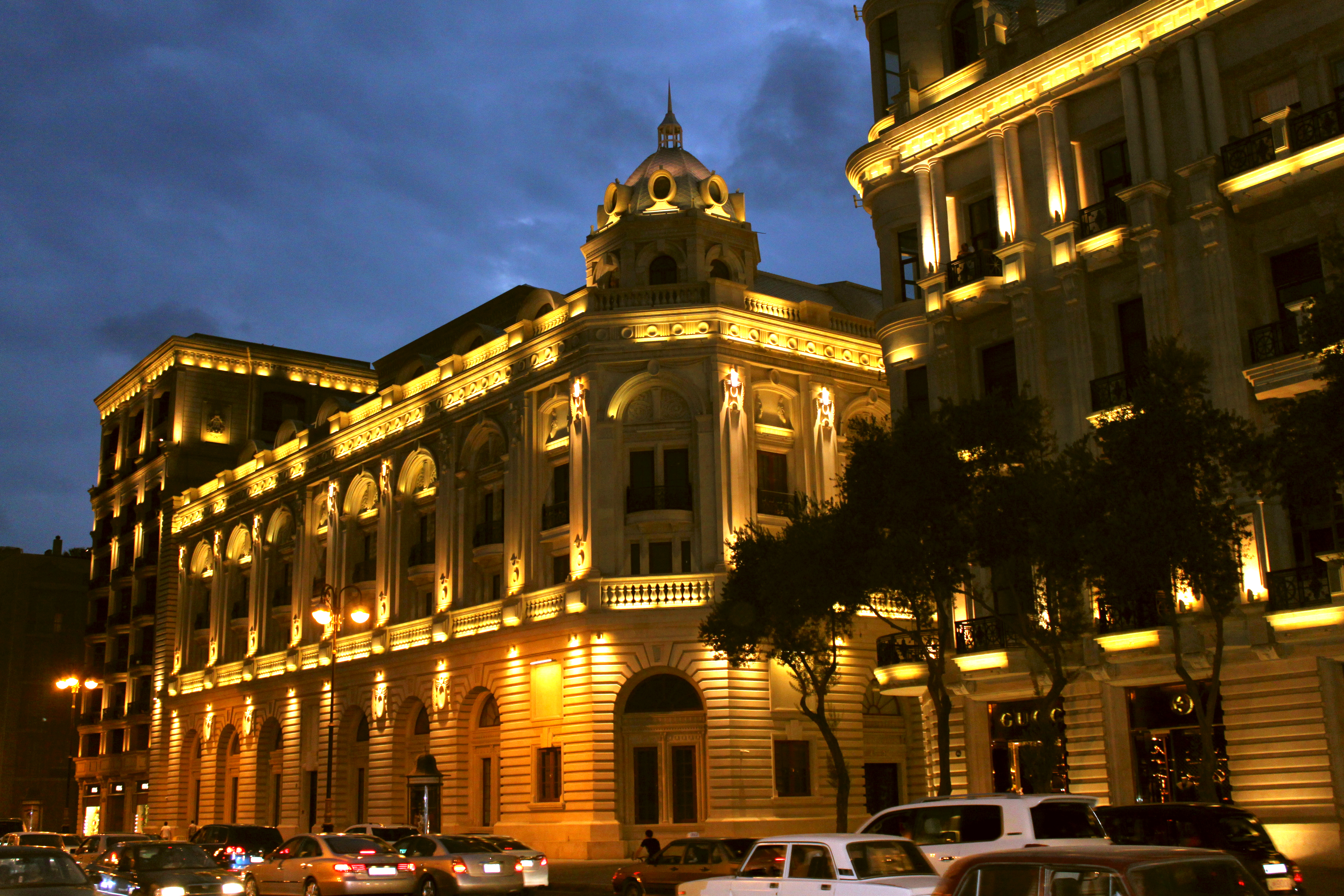
رؤية ليلة لمسرح

«أو ولماسين بو اولسون» (عام 1911)
«أرشين مال ألان» (عام 1913)

## ممثلون المسرح

### فنان الشعب
- عافق بشير قيزي
- إلهام نامق كامل
- فطمة محمودوفا
- راميز مامدوف
- سمايا موصاييفا

### تكرم الفنان

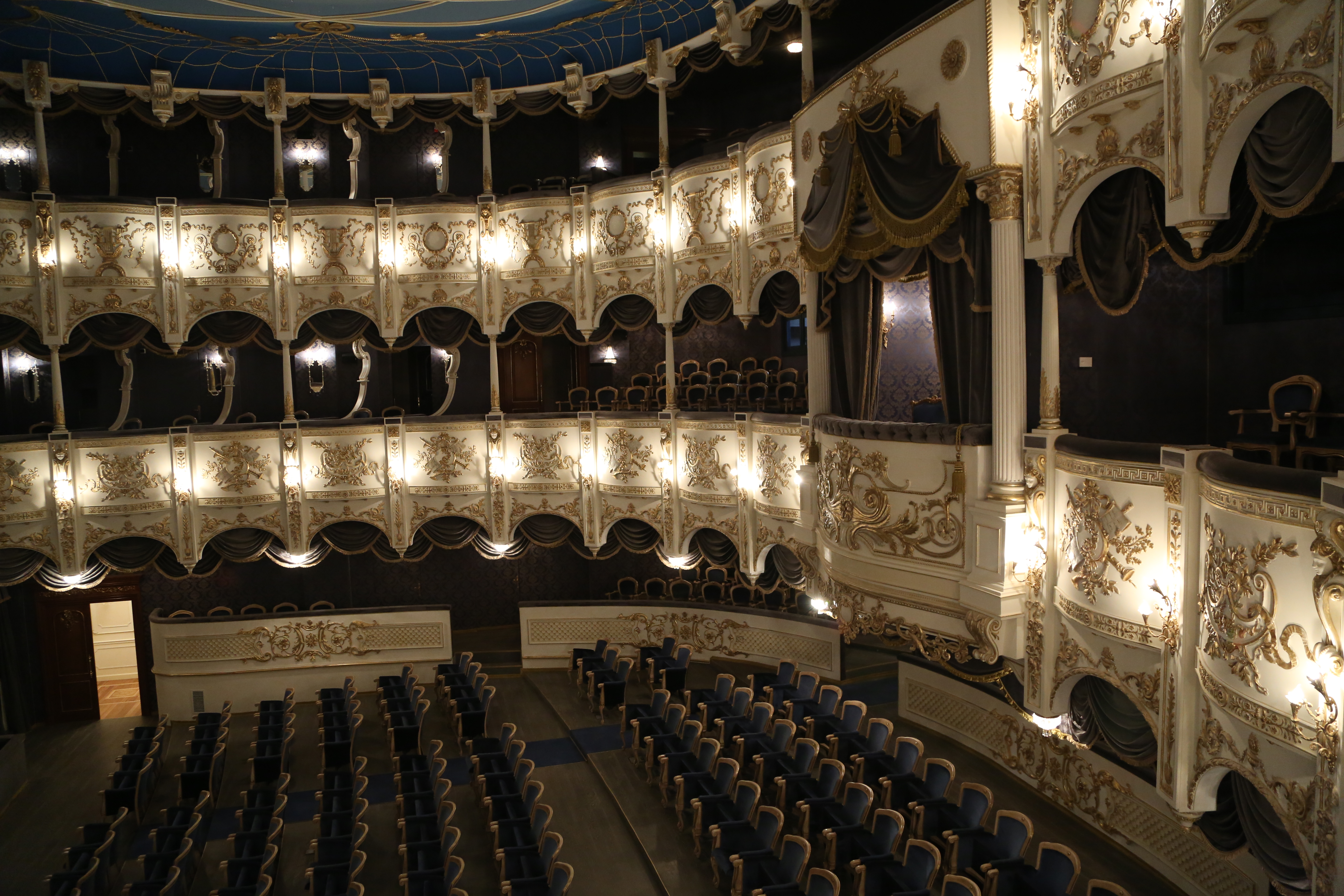
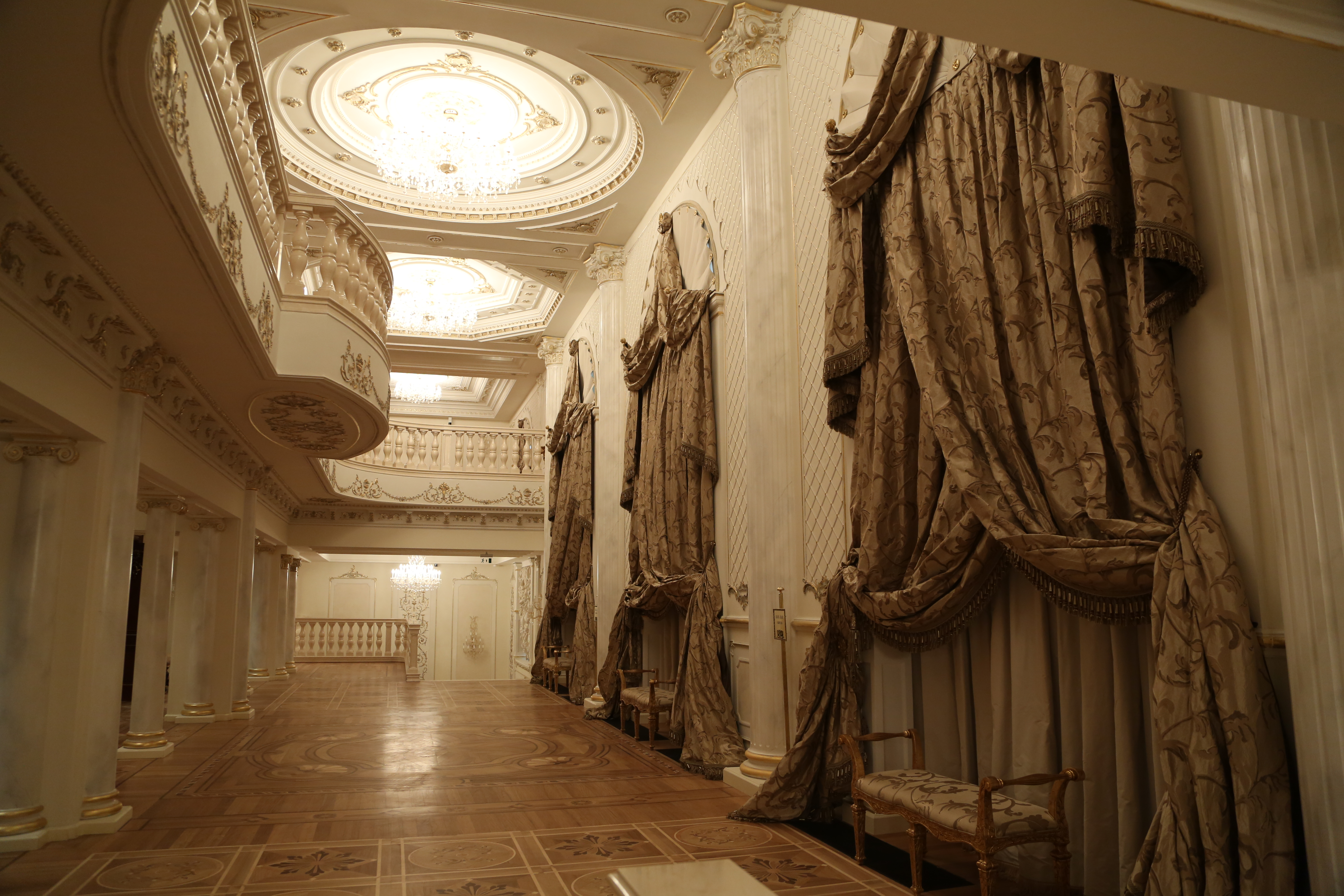
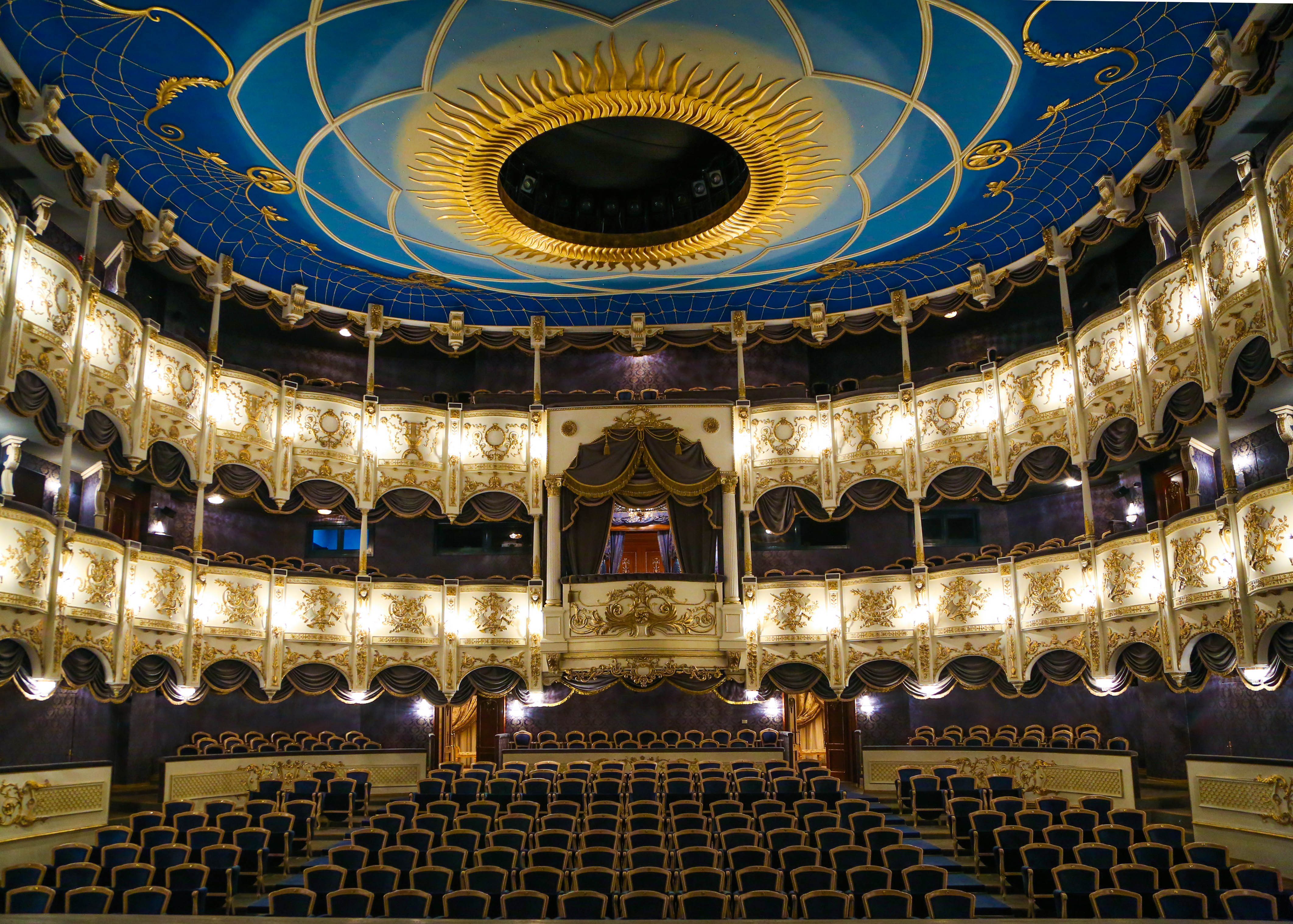
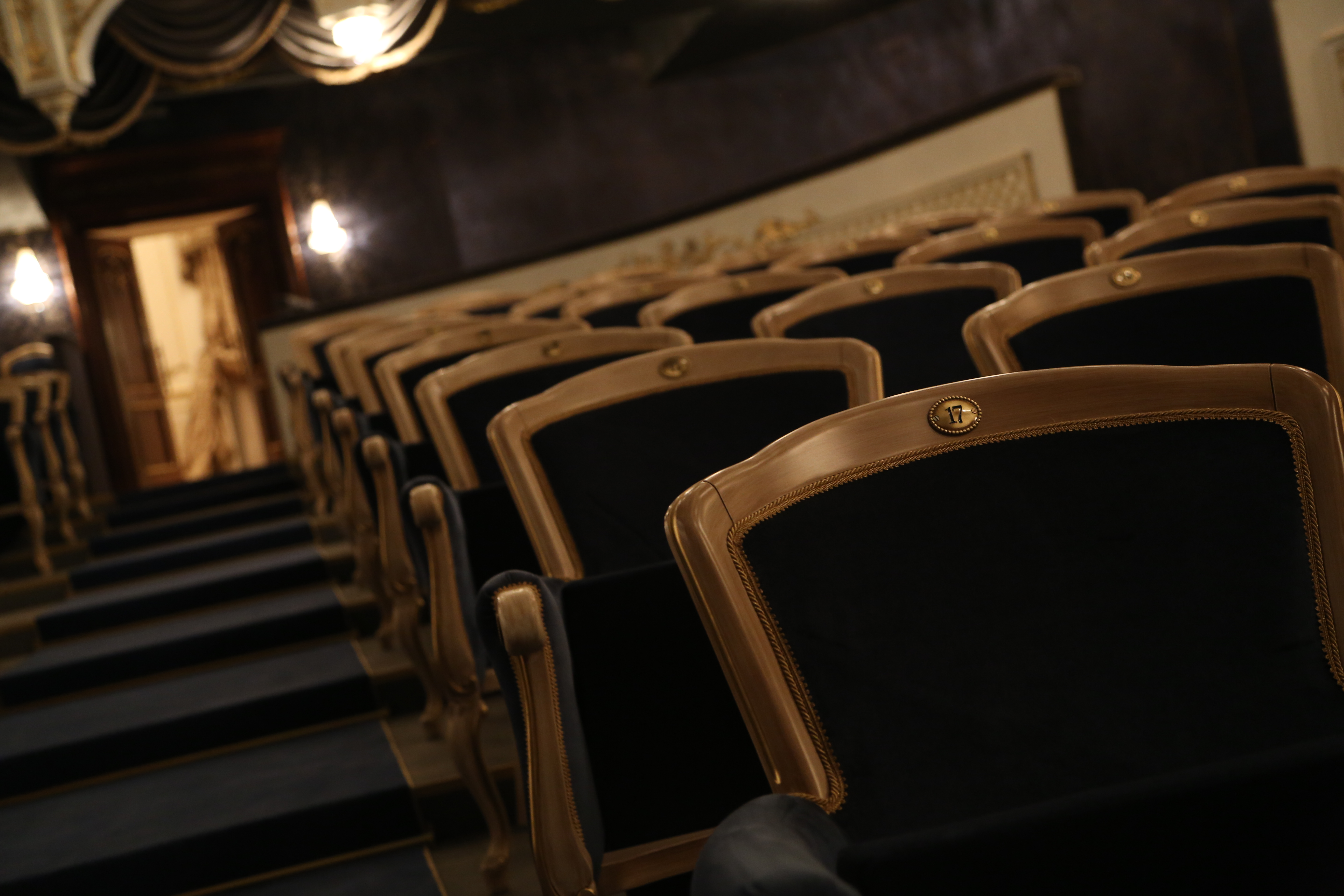

- نوروز علييف
- أكبر علي زاده
- عزيز أغا عزيزوف
- ألماز ألسكرلي
- سويتلان بولاخ